# Nukleární cíl
Nukleární cíl (v anglickém originále The Marksman) je americký akční film z roku 2005. Režisérem filmu je Marcus Adams. Hlavní role ve filmu ztvárnili Wesley Snipes, William Hope, Emma Samms, Anthony Warren a Peter Youngblood Hills.

## Obsazení
| Wesley Snipes          | Painter         |
| William Hope           | Jonathan Tensor |
| Emma Samms             | Amanda Jacks    |
| Anthony Warren         | Naish           |
| Peter Youngblood Hills | Hargreaves      |
| Ryan McCluskey         | Rodgers         |
| Warren Derosa          | Orin            |
| Christiaan Haig        | Hightop         |